# Loipersbach im Burgenland
Loipersbach im Burgenland (ungarisch Lépesfalva) ist eine Gemeinde im Bezirk Mattersburg im Burgenland in Österreich mit 1232 Einwohnern (Stand 1. Jänner 2024).

## Geografie

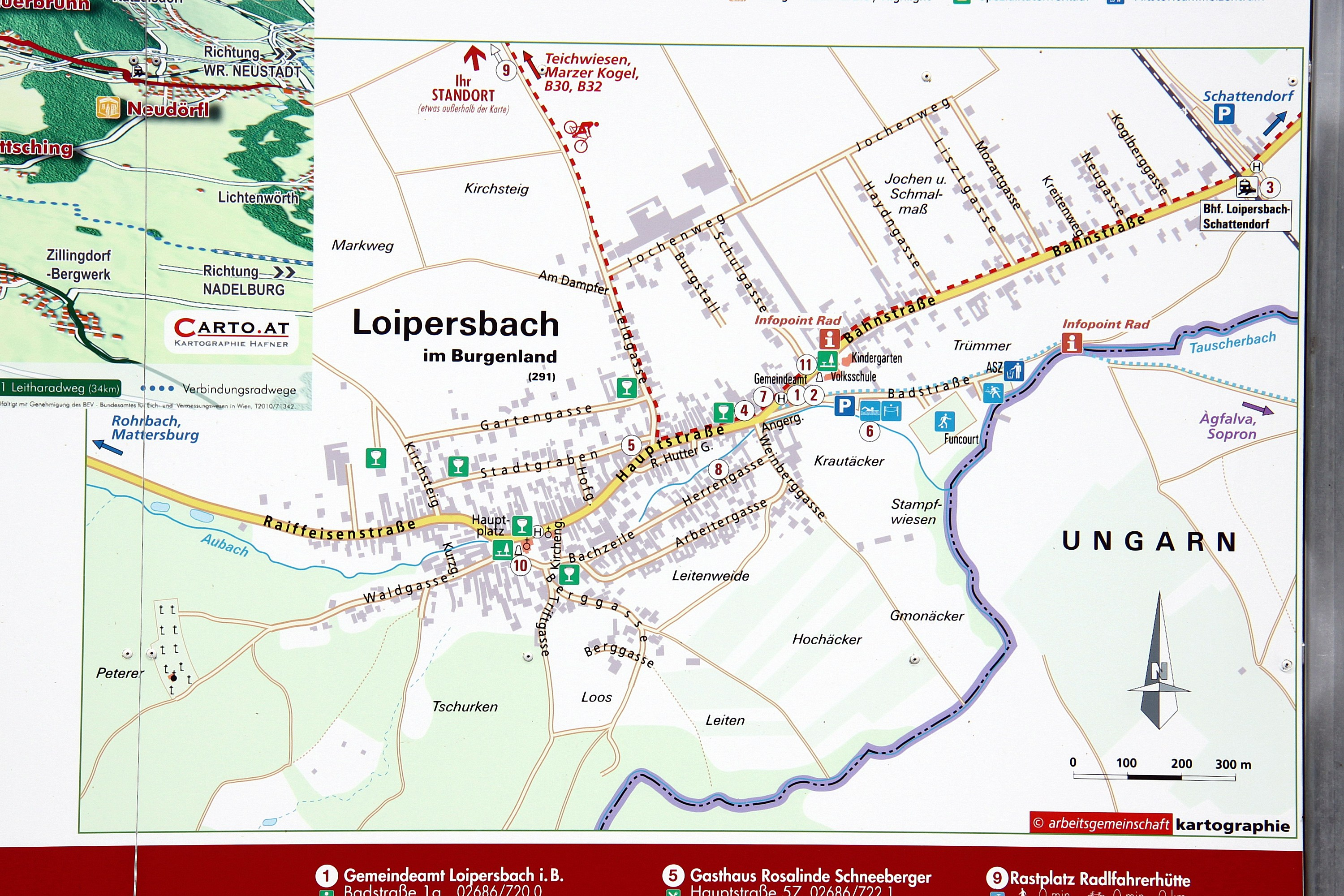
Ortsplan von Loipersbach

Loipersbach im Burgenland liegt an der Grenze zur ungarischen Gemeinde Ágfalva (Agendorf), es besteht ein Grenzübergang für Fußgänger und Fahrradfahrer. Weiters grenzt Loipersbach auch an Sopron. Innerhalb des Gemeindegebietes liegen die Katastralgemeinden Loipersbach und Loipersbach-Kogel.

### Nachbargemeinden
|                          | Schattendorf                                |                            |
| Rohrbach bei Mattersburg | Kompassrose, die auf Nachbargemeinden zeigt | Ágfalva (Agendorf, Ungarn) |
|                          | Sopron (Ödenburg, Ungarn)                   |                            |

## Geschichte

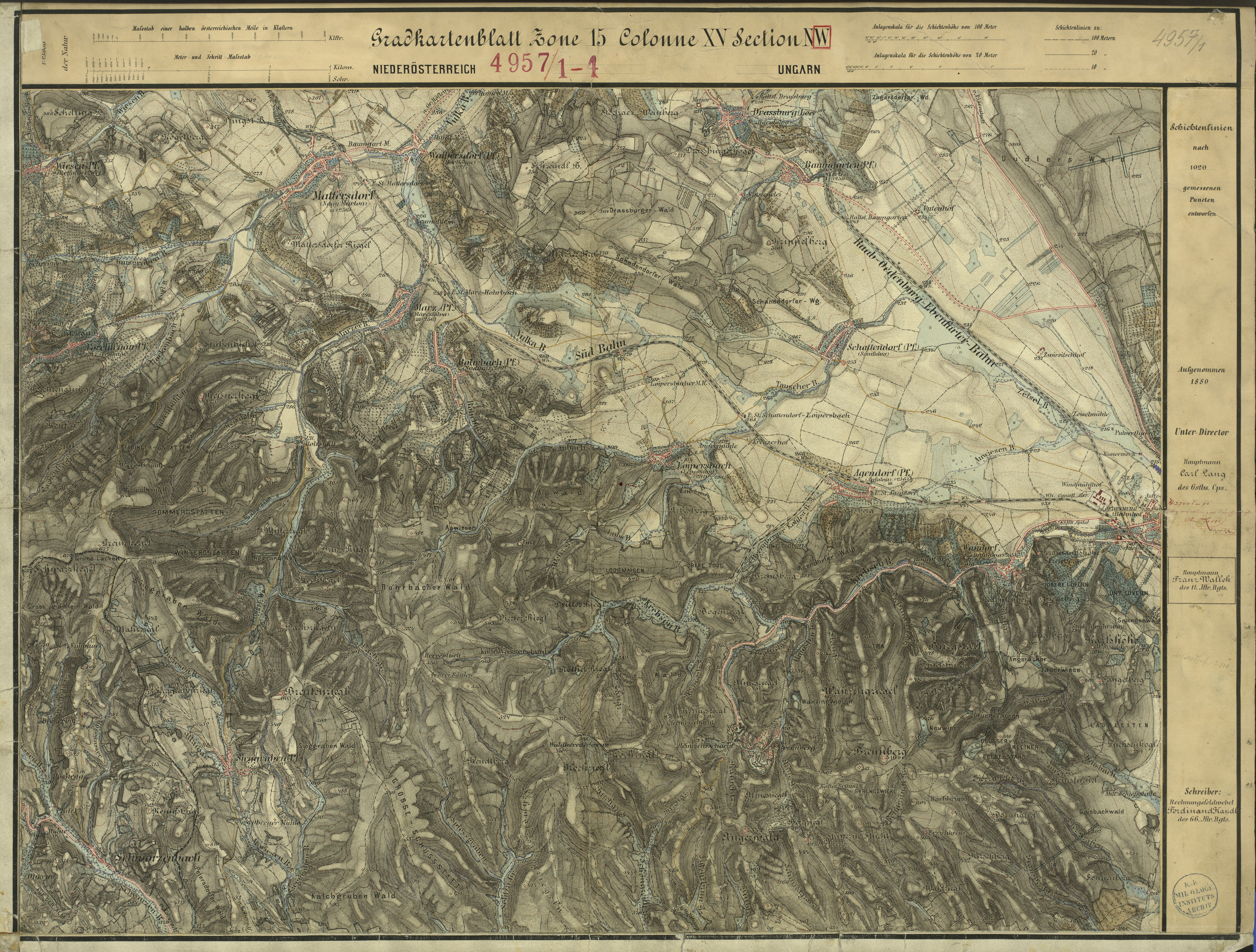
Loipersbach (Mitte), um 1880 (Aufnahmeblatt der Landesaufnahme)

Vor Christi Geburt war das Gebiet Teil des keltischen Königreiches Noricum und gehörte zur Umgebung der keltischen Höhensiedlung Burg auf dem Schwarzenbacher Burgberg. Später unter den Römern lag das heutige Loipersbach dann in der Provinz Pannonia.
Im Jahre 1225 wurde Loipersbach erstmals von Andreas II. (Ungarn) urkundlich unter den Namen „Lupoltsbach im Wald“ erwähnt. Dass 1238 das Ortsgebiet (Dorf Lipolt) im Besitz des Kreuzritterordens der Johanniter war, bestätigte König Bela IV. In der Mitte des 14. Jahrhunderts war ein Teil von Loipersbach im Besitz des Geschlechtes von Daagh (von Agendorf).
Nach dem Urbar von Maria Theresia gab es im Jahr 1767 in Loipersbach
- 53 Viertellehner  mit 5 Joch Acker und einem halben Tagwerk Wiesen
- 9 Achtellehner mit 2,5 Joch Acker und einem Viertel Tagwerk Wiesen
- 30 Söllner mit Häusern und
- 3 Söllner ohne Häuser.

Der Ort gehörte wie das gesamte Burgenland bis 1920/21 zu Ungarn (Deutsch-Westungarn).
Seit 1898 musste aufgrund der Magyarisierungspolitik der Regierung in Budapest der ungarische Ortsname Lépesfalva verwendet werden.
Nach dem Ende des Ersten Weltkriegs wurde nach zähen Verhandlungen Deutsch-Westungarn in den Verträgen von St. Germain und Trianon 1919 Österreich zugesprochen.
Der Ort gehört seit 1921 zum neu gegründeten Bundesland Burgenland.
→ Siehe auch Geschichte des Burgenlandes

## Kultur und Sehenswürdigkeiten

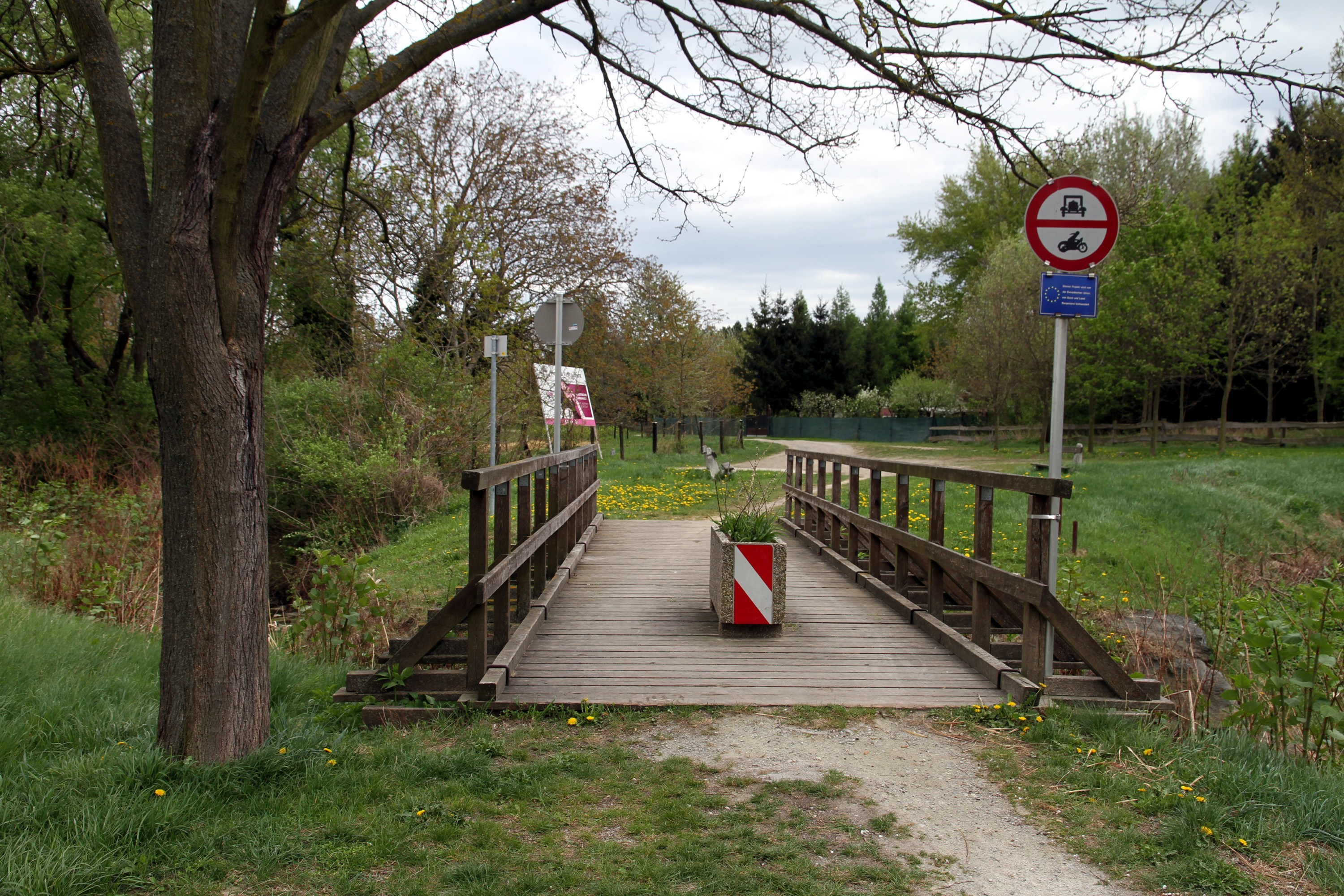
Grenzbrücke zu Ungarn über den Tauscherbach Blick aus Österreich Richtung Ungarn

- Evangelische Pfarrkirche Loipersbach A. B.
- Katholische Filialkirche Loipersbach hll. Petrus und Paulus
- Naturpark Rosalia-Kogelberg zu dem 2006 gegründeten Naturpark – mit einer Fläche von über 7000 ha – gehören 13 Gemeinden, wobei Loipersbach eine dieser Gemeinden ist. Der Naturpark besteht aus sanften Hügeln mit Streuobstwiesen und Kastanienhainen und den Wäldern des Rosalia-Gebirges. Das Gebiet des Naturparks eignet sich hervorragend für Sportarten wie wandern, Rad fahren und Nordic-Walking.

### Sport
- Freibad
- Sportplatz
- Tennisplatz
- Wandermöglichkeiten
- Nordic Walking Schaukel Kogelberg
- Koglradweg (B 30)

## Politik

### Gemeinderat

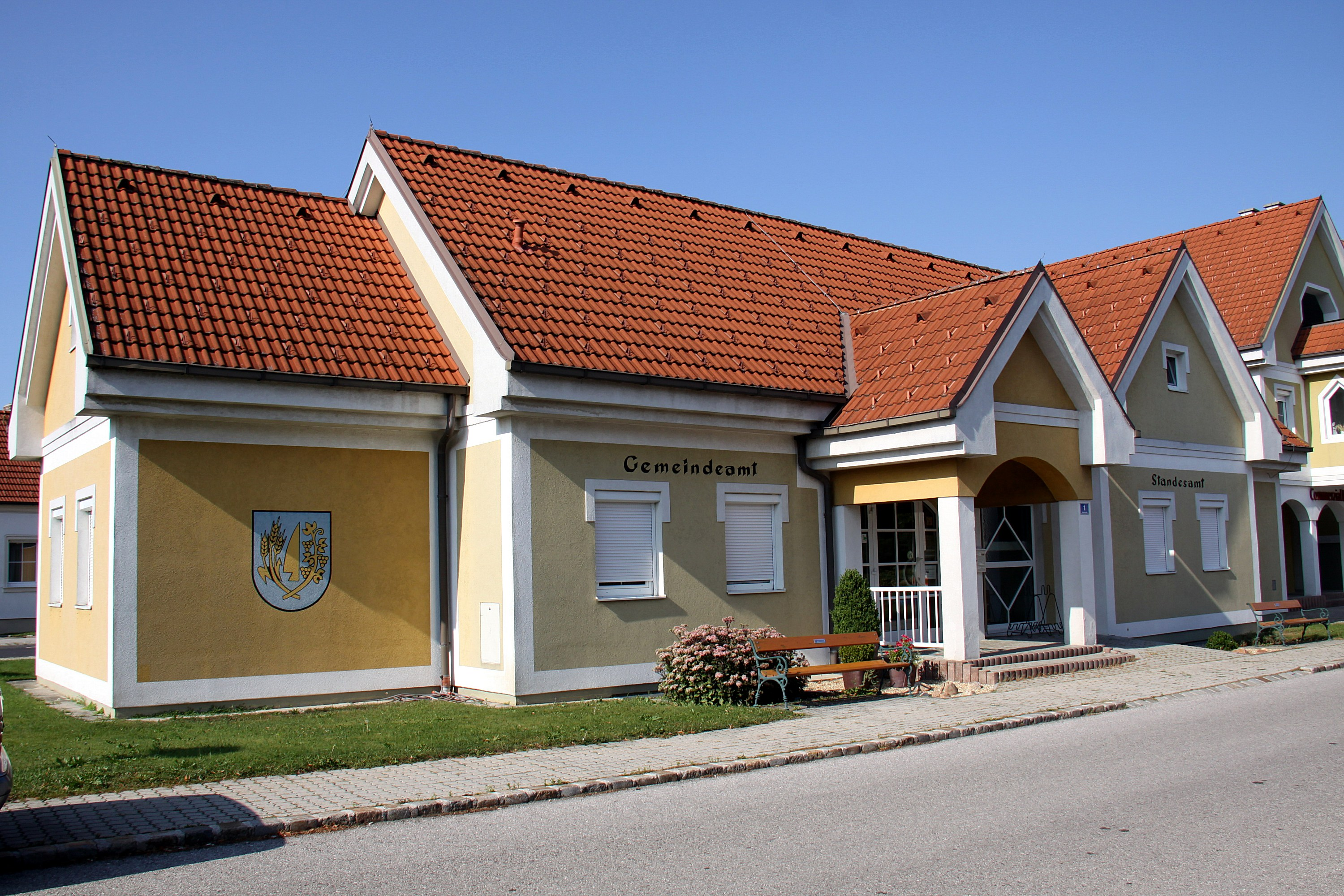
Gemeindeamt Loipersbach

Der Gemeinderat umfasst aufgrund der Einwohnerzahl insgesamt 19 Mitglieder.
| Partei          | 2022             | 2022             | 2022             | 2017             | 2017             | 2017             | 2012             | 2012             | 2012             | 2007             | 2007             | 2007             | 2002             | 2002             | 2002             | 1997             | 1997             | 1997             |
| Partei          | Sti.             | %                | M.               | Sti.             | %                | M.               | Sti.             | %                | M.               | Sti.             | %                | M.               | Sti.             | %                | M.               | Sti.             | %                | M.               |
| --------------- | ---------------- | ---------------- | ---------------- | ---------------- | ---------------- | ---------------- | ---------------- | ---------------- | ---------------- | ---------------- | ---------------- | ---------------- | ---------------- | ---------------- | ---------------- | ---------------- | ---------------- | ---------------- |
| SPÖ             | 432              | 62,61            | 12               | 391              | 50,58            | 10               | 471              | 58,22            | 11               | 461              | 54,82            | 10               | 513              | 59,38            | 12               | 498              | 59,14            | 9                |
| GFL 1)          | 258              | 37,39            | 7                | nicht kandidiert | nicht kandidiert | nicht kandidiert | nicht kandidiert | nicht kandidiert | nicht kandidiert | nicht kandidiert | nicht kandidiert | nicht kandidiert | nicht kandidiert | nicht kandidiert | nicht kandidiert | nicht kandidiert | nicht kandidiert | nicht kandidiert |
| FPÖ             | nicht kandidiert | nicht kandidiert | nicht kandidiert | 217              | 28,07            | 5                | 161              | 19,90            | 4                | 210              | 24,97            | 5                | 166              | 19,21            | 3                | 201              | 23,87            | 4                |
| ÖVP             | nicht kandidiert | nicht kandidiert | nicht kandidiert | 165              | 21,35            | 4                | 177              | 21,88            | 4                | 170              | 20,21            | 4                | 185              | 21,41            | 4                | 143              | 16,98            | 2                |
| Wahlberechtigte | 1064             | 1064             | 1064             | 1029             | 1029             | 1029             | 1036             | 1036             | 1036             | 1086             | 1086             | 1086             | 1043             | 1043             | 1043             | 998              | 998              | 998              |
| Wahlbeteiligung | 73,50 %          | 73,50 %          | 73,50 %          | 82,41 %          | 82,41 %          | 82,41 %          | 85,62 %          | 85,62 %          | 85,62 %          | 84,99 %          | 84,99 %          | 84,99 %          | 89,36 %          | 89,36 %          | 89,36 %          | 90,38 %          | 90,38 %          | 90,38 %          |

1) Gemeinsam für Loipersbach

### Gemeindevorstand
Dem Gemeindevorstand gehören neben Bürgermeister Rainer Schneeberger und der Vizebürgermeisterin Sabrina Neusteurer (Liste Gemeinsam für Loipersbach) die geschäftsführenden Gemeinderäte Florian Köller, Stefanie Fürst, Roland Holndonner und die Gemeindekassierin Katrin Landl an.

### Bürgermeister
Am 12. Oktober 2011 trat Erhard Aminger (SPÖ) die Nachfolge von Herbert Tschürtz (SPÖ) als Bürgermeister an. Dieser hatte seit 1996 die Gemeinde geleitet und sein Amt am 10. Oktober 2011 zurückgelegt. Bei der Bürgermeisterdirektwahl 2017 ergab die Stichwahl folgende Reihenfolge: Aminger (SPÖ, 48,31 %), Roman Amring (FPÖ, 29,09 %) und Josef Soffried (ÖVP, 22,60 %). In der Stichwahl am 29. Oktober gewann Aminger mit 55,90 % gegen Amring.
Bei der Wahl 2022 erreichte Rainer Schneeberger (SPÖ) 65,31 Prozent der Stimmen und wurde Bürgermeister von Loipersbach. Vizebürgermeisterin ist Sabrina Neusteurer (Liste Gemeinsam für Loipersbach).

### Partnergemeinde
Die Gemeinde Loipersbach im Burgenland hat am 26. Oktober 2003 eine Partnerschaft mit der Ortschaft Aufhausen (Teil der Stadt Bopfingen) in Baden-Württemberg gegründet.